# Calanthe limprichtii
Calanthe limprichtii är en orkidéart som beskrevs av Rudolf Schlechter. Calanthe limprichtii ingår i släktet Calanthe och familjen orkidéer. Inga underarter finns listade i Catalogue of Life.